# Fränkische Alb
Die Fränkische Alb, auch Frankenalb, Fränkischer Jura oder Frankenjura genannt, ist ein bis 656,4 m ü. NHN, in auswärtigen Ausläufern (Hesselberg) sogar bis 689,4 m hohes Mittelgebirge, das zum Südwestdeutschen Schichtstufenland in Bayern gehört und die noch deutlich höhere Schwäbische Alb jenseits des Nördlinger Rieses nach Ostnordosten und schließlich nach Nordnordwesten verlängert. Sie ist 7053,8 km² groß.
Am Rand der Frankenalb liegen, jeweils bereits außerhalb, die Orte Ingolstadt (Süden), Regensburg (Südosten), Nürnberg (Südwesten), Bamberg (Nordwesten) und Bayreuth (Nordosten).

## Namensursprung
Man hat die Namensbezeichnung Alb früher von dem lateinischen Ausdruck montes albi (weiße Berge) hergeleitet. Wahrscheinlicher ist es eine alte keltische Bezeichnung und bedeutet Gebirgsweide.

## Geographie

### Lage
Die Fränkische Alb zieht sich in nördlich-südwestliche Richtung von Lichtenfels am Main vorbei an Bamberg und Nürnberg im Westen und Bayreuth und Regensburg im Osten sowie Ingolstadt an der Donau im Süden bis zum Ostrand des von der Wörnitz durchflossenen Meteoritenkraters Nördlinger Ries, durch den sie von der westlich anschließenden Schwäbischen Alb getrennt ist. Ihre höchste Erhebung ist der 656 m hohe Dürrenberg am Hahnenkamm im äußersten Nordwesten des Südteils.

### Naturräumliche Gliederung

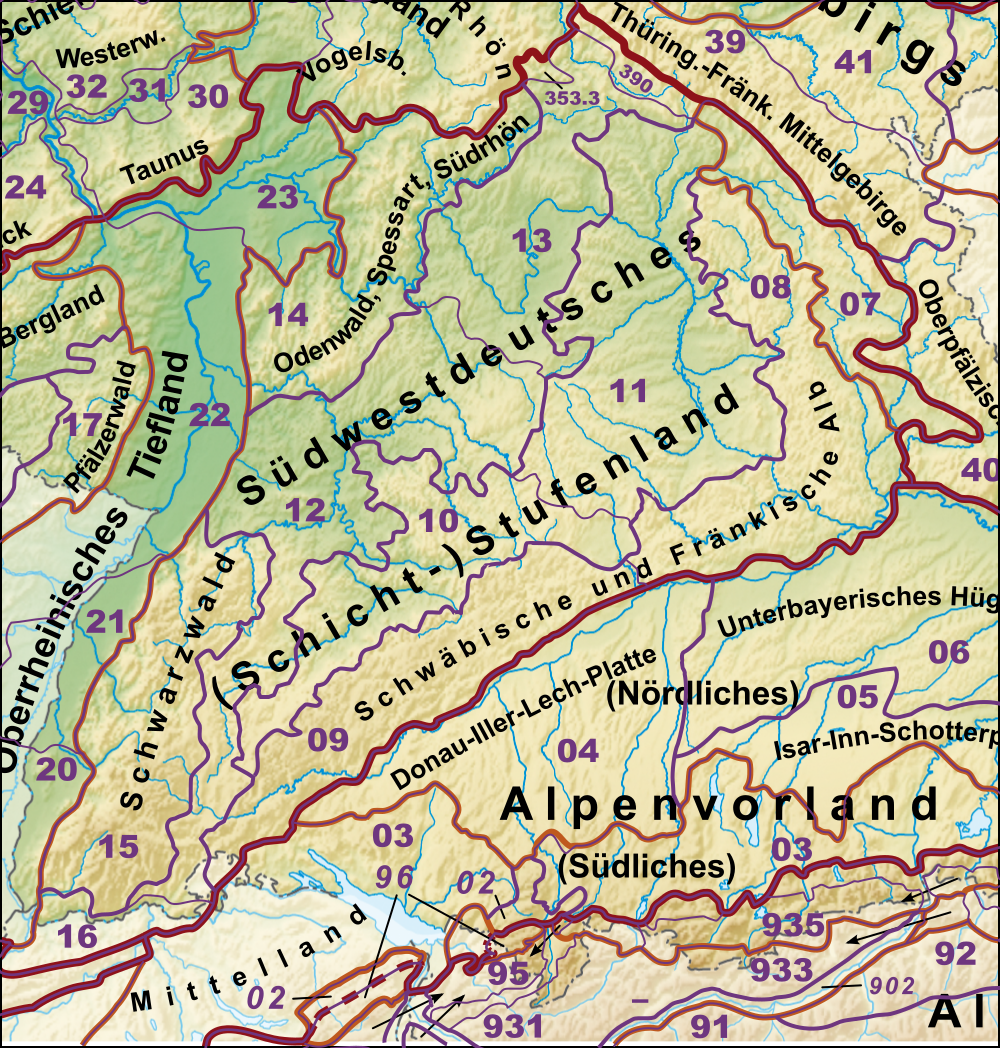
Die Haupteinheitengruppen (zweistellig) und Großregionen 3. Ordnung (dickere Trennlinien) des südwestdeutschen Stufenlandes

Die Bundesanstalt für Landeskunde hat seit den 1950er Jahren im Handbuch der naturräumlichen Gliederung Deutschlands und in nachfolgenden Einzelblättern 1:200.000 Deutschland in naturräumliche Teillandschaften gegliedert. Die Fränkische Alb bildet, zusammen mit der sie nach Südwesten fortsetzenden Schwäbischen Alb, hiernach eine Großregion 3. Ordnung des Südwestdeutschen Stufenlandes (Großregion 2. Ordnung). Wie auch bei den Gäuen (Muschelkalk, 12–13) und Keuper-Lias-Ländern (10–11) wurden die Jura- bzw. Dogger-Malm-Landschaften in eine Schwäbische (09) und eine Fränkische (08) Haupteinheitengruppe unterteilt, deren Trennlinie sich eher nach physischen denn nach kulturellen Gesichtspunkten richtet. Speziell bei Schwäbischer und Fränkischer Alb entspricht die Trennlinie südlich des Nördlinger Rieses auch der landläufigen Aufteilung.
Die Fränkische Alb untergliedert sich weiter in die Haupteinheiten Nördliche (080), Mittlere (081) und Südliche (082) Frankenalb. Dabei verlängert die Südliche Frankenalb den in ostnordöstliche Richtung verlaufenden Trauf der Schwäbischen Alb nach Osten, während Mittlere und Nördliche Frankenalb in Richtung Nordnordwesten weisen.

Für feinere Gliederungen siehe 

#### Nördliche Frankenalb

Abendlicht am Hohenstein
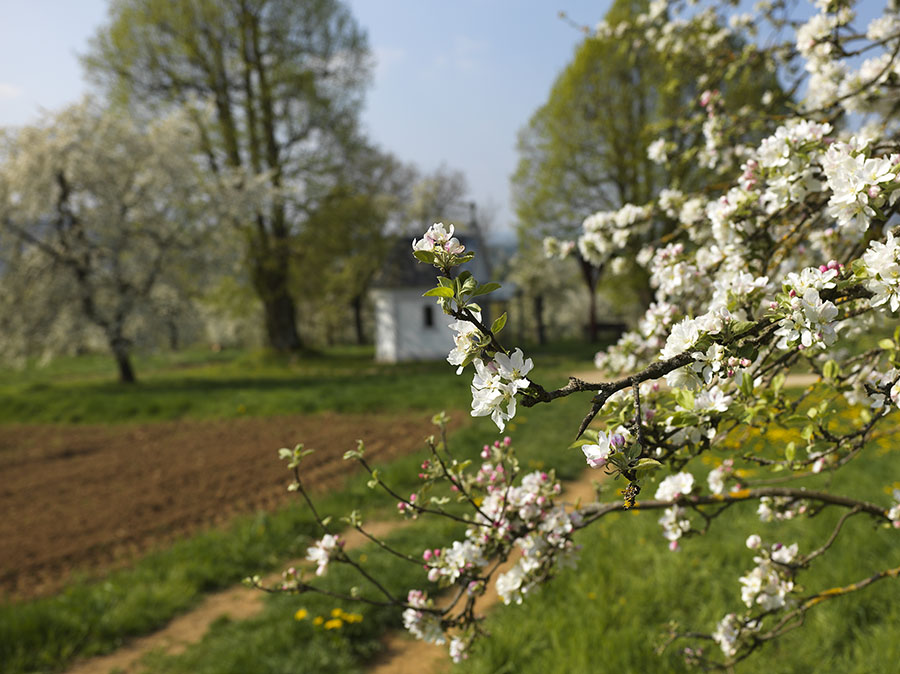
Kirschblüte bei Pretzfeld
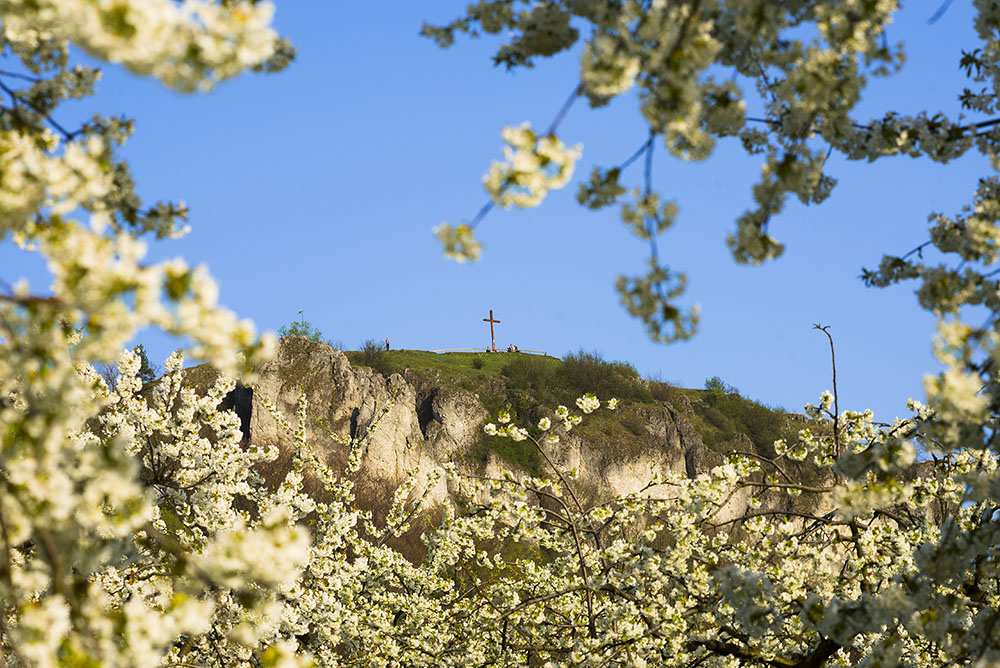
Kirschblüte am Walberla
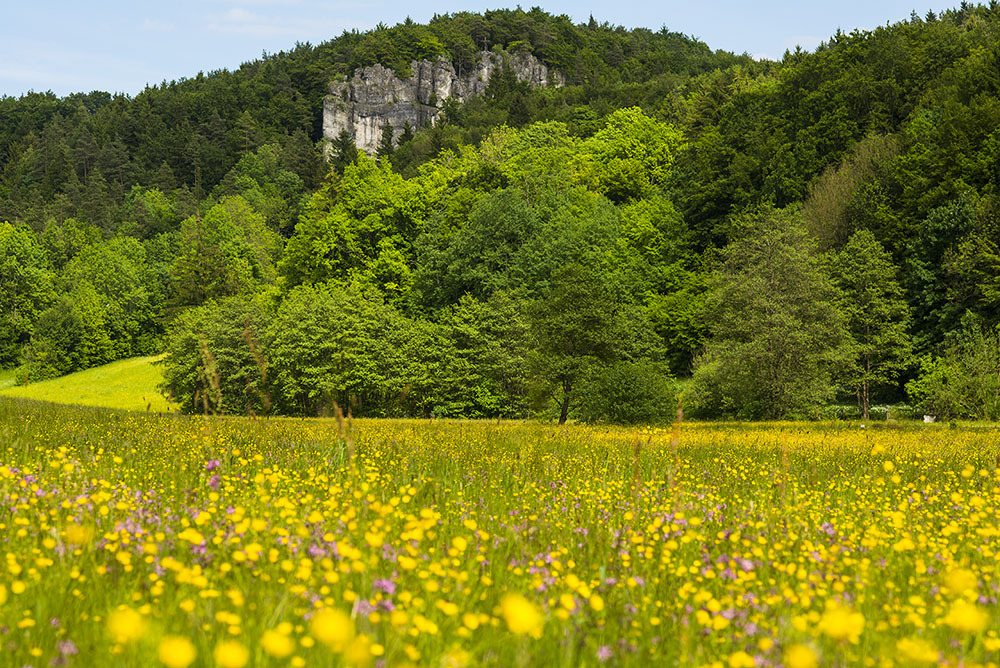
Mittelbergwand im Hirschbachtal

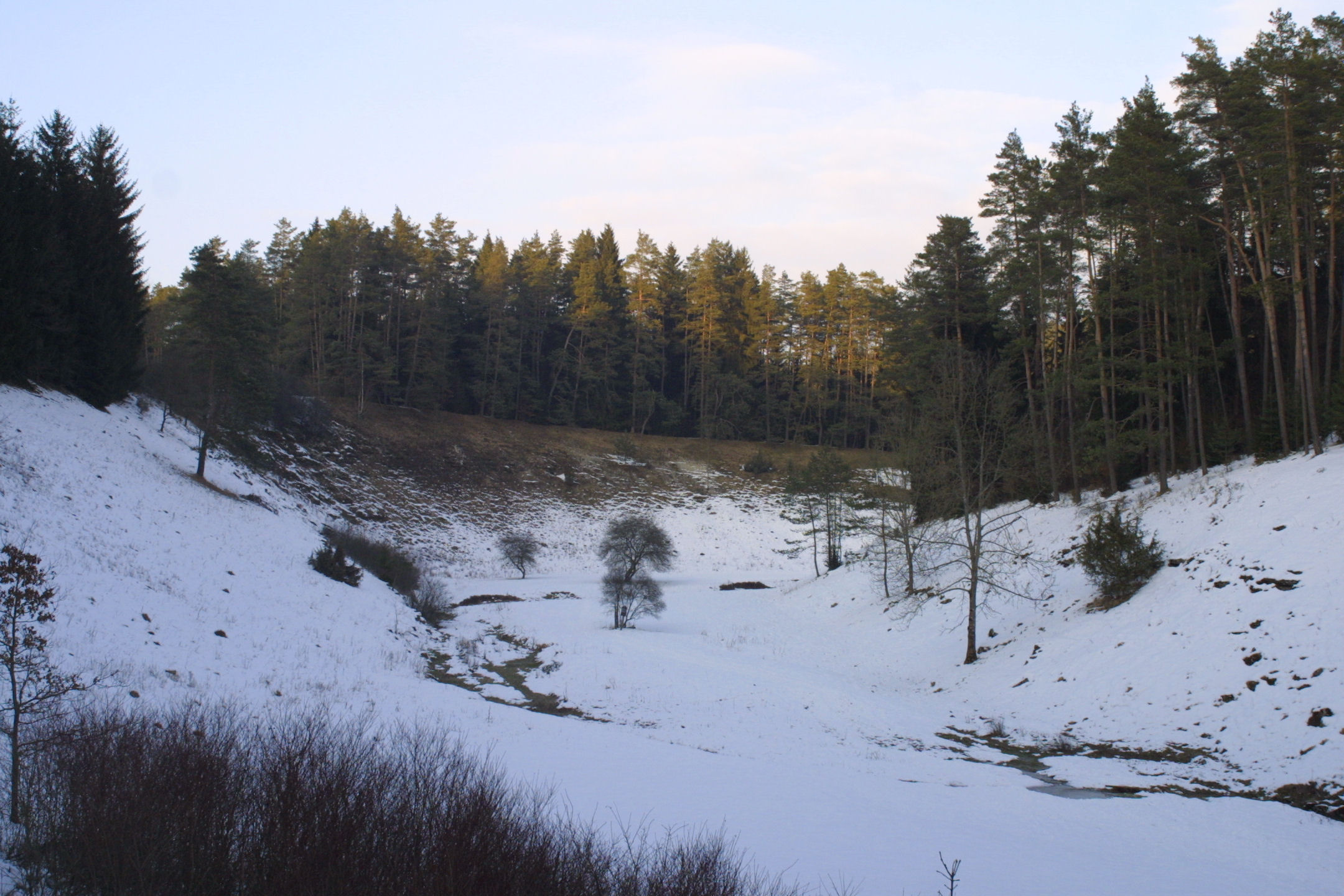
Trockental bei Oberleinleiter

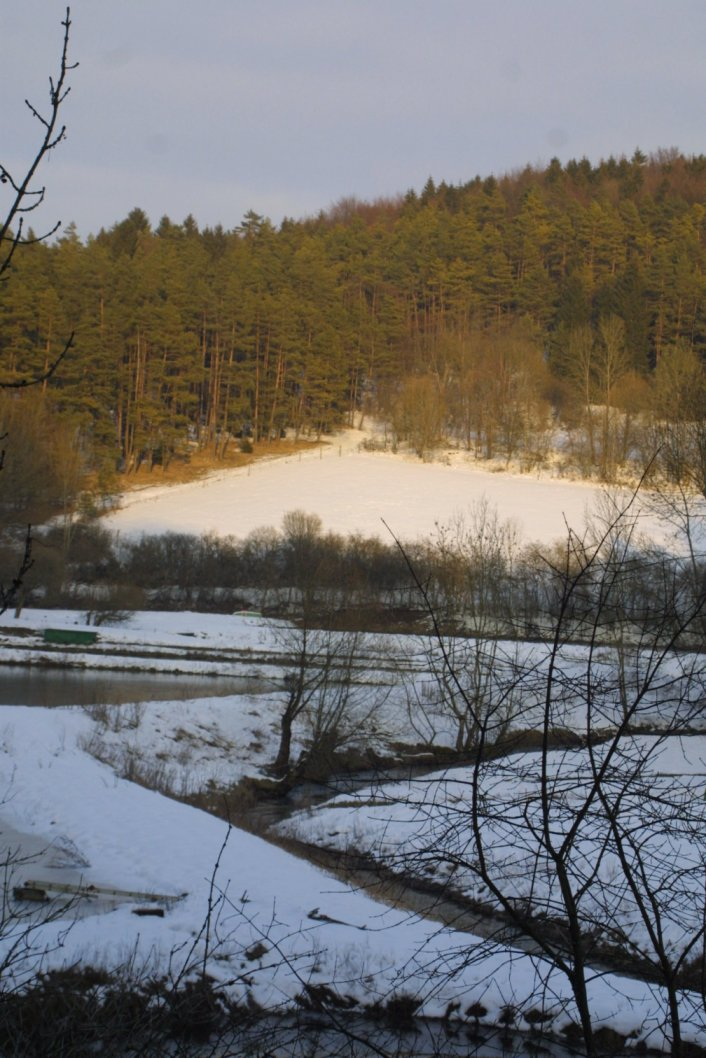
Leinleiter

Die 2007 km² große Nördliche Frankenalb ist der nördlichste Teil der Fränkischen Alb. Sie liegt in den bayerischen Regierungsbezirken Oberfranken, Mittelfranken (Südwesten) und Oberpfalz (Südosten), wobei die oberfränkischen Landkreise den Großteil einnehmen.
Ihr Norden reicht bis dicht an den Roten Main beziehungsweise den Main zwischen Bayreuth im Osten, Lichtenfels im Norden und Bamberg im Westen, ihr südlicherer Westen wird ab Bamberg durch die Regnitz flankiert, die sich jedoch flussaufwärts bis Nürnberg um bis zu 20 km von der Alb entfernt.
Die Südgrenze zur Mittleren Frankenalb folgt zwischen Hersbruck und Sulzbach-Rosenberg den Flusstälern von Pegnitz, Högenbach und Etzelbach, im äußersten Osten dem Tal des Rosenbaches und entspricht in etwa dem Verlauf der Bahnstrecke Nürnberg–Irrenlohe in diesen Tälern.
Östlich wird die Nördliche Frankenalb in etwa acht Kilometer Entfernung von der Vils flankiert.
Landschaften und Orte
Im Zentrum der Nördlichen Frankenalb liegt die nach ihren typischen Felsformationen benannte Fränkische Schweiz. Südlich davon schließt sich die Dolomit-Kuppenalb an, während der zu Mittelfranken gehörende Südwesten als Hersbrucker Schweiz bezeichnet und zur Hersbrucker Alb gerechnet wird, die keine naturräumliche Einheit darstellt und sich auch in den Nordwesten der Mittleren Frankenalb fortsetzt. Im südlichen Osten der Landschaft befindet sich zwischen Pegnitz (N), Auerbach (O) und der A 9 (W) der gemeindefreie und fast völlig mit Nadelwald bedeckte, 107 km² große Veldensteiner Forst.
Der Nordwesten nahe Bamberg gehörte zum tertiären Vulkanfeld der Heldburger Gangschar, die jedoch nicht in Oberflächenformen sichtbar wird.
Die Nördliche Frankenalb ist fast deckungsgleich mit dem 2346 Quadratkilometer großen Naturpark Fränkische Schweiz - Frankenjura, der auf dem Gebiet der Landkreise Bamberg, Bayreuth, Forchheim, Kulmbach, Lichtenfels, Neustadt an der Waldnaab, Amberg-Sulzbach und Nürnberger Land liegt.

#### Mittlere Frankenalb

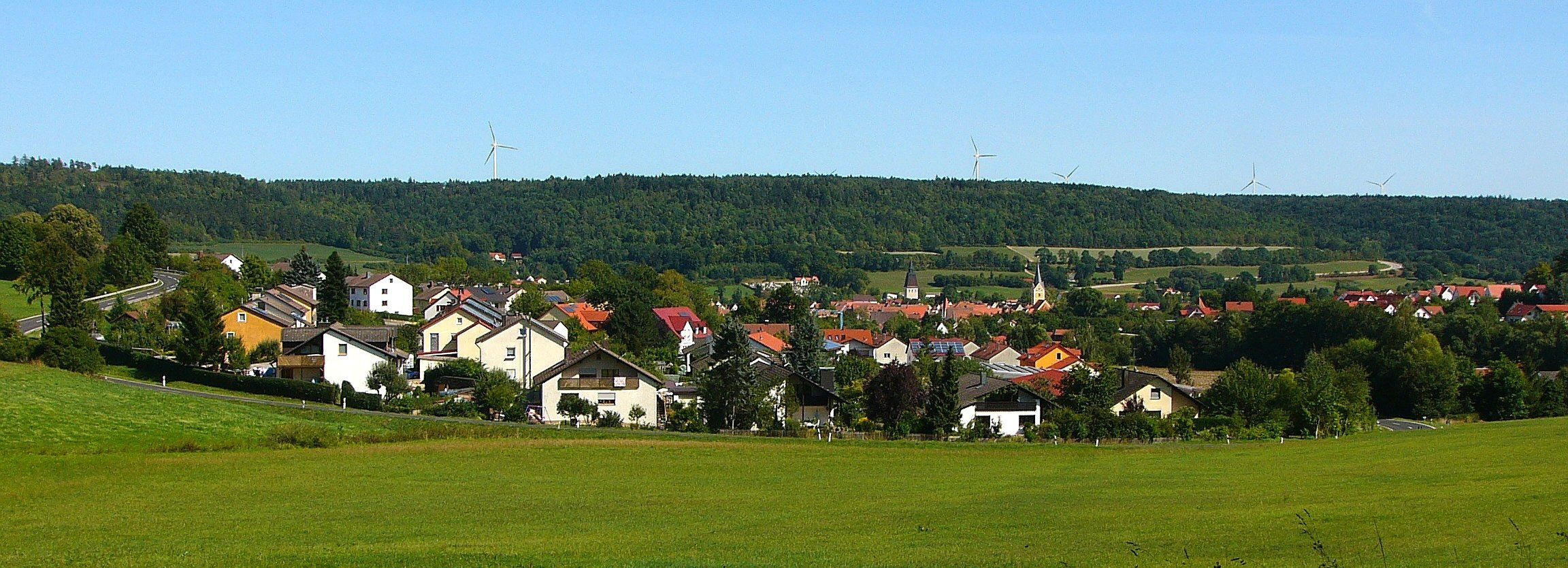
Die Fränkische Alb wird zunehmend, wie hier bei Berching, als Standort für Windkraftanlagen genutzt

Die 1778 km² große Mittlere Frankenalb verbindet Nördliche und Südliche Frankenalb. Sie liegt fast vollständig im bayerischen Regierungsbezirk Oberpfalz und wird daher auch als Oberpfälzer Alb (oder Oberpfälzer Jura) bezeichnet. Lediglich der äußerste Nordwesten liegt in Mittelfranken.
Ihre Nordgrenze zur Nördlichen Frankenalb verläuft östlich des Einschnittes der Pegnitz zwischen Hersbruck und Sulzbach-Rosenberg (s. o.), westlich wird sie von der Schwarzach bzw. südlich von Neumarkt vom Ludwig-Donau-Main-Kanal flankiert.
Zwischen Parsberg und Regensburg folgt die Südwestgrenze zur Südlichen Frankenalb in etwa der Schwarzen Laber.
Am Ostrand liegen Amberg im Norden und Schwandorf in der Mitte.
Landschaften und Orte
Im Zentrum der Mittleren Frankenalb liegt im Landkreis Neumarkt in der Oberpfalz der 149,02 km² große Truppenübungsplatz Hohenfels. Nördlich davon befindet sich im Landkreis Amberg-Sulzbach, der den Nordosten der Landschaft einnimmt, der 277,59 km² große Naturpark Hirschwald, der nach Norden knapp das Gebiet der Frankenalb überschreitet.
Der südliche Osten liegt im Landkreis Schwandorf, der äußerste Südosten im Landkreis Regensburg und der Westen im Landkreis Neumarkt in der Oberpfalz.
Der noch im mittelfränkischen Landkreis Nürnberger Land gelegene Nordwesten wird größtenteils zur Hersbrucker Alb gezählt, die jedoch keine naturräumliche Einheit darstellt und sich nach Norden in die Nördliche Frankenalb fortsetzt. Auch der Begriff Oberpfälzer Jura ist nicht auf die Mittlere Frankenalb beschränkt und wird auch für den Südosten der Nördlichen benutzt. Beide Landschaftsnamen tauchen u. a. in der Benennung von Naturschutzgebieten auf.
Den Osten der Landschaft nehmen die Vilsplatten ein, die die Vils südlich von Amberg durchschneidet.

#### Südliche Frankenalb
Die 3126 km² große Südliche Frankenalb ist der südlichste Teil der Fränkischen Alb. Sie setzt die Schwäbische Alb östlich des Nördlinger Rieses in deren ostnordöstlichen Richtung bis etwa Regensburg fort. Mit der Oberpfalz (Nordosten), Niederbayern (Südosten), Oberbayern (zentraler Süden), Schwaben (Südwesten) und Mittelfranken (westlicher und zentraler Norden) haben an der Südlichen Frankenalb fünf der sieben bayerischen Regierungsbezirke Anteil.

##### Landschaften und Orte
Die Südliche Frankenalb ist im Wesentlichen identisch mit dem 2962,4 Quadratkilometer großen Naturpark Altmühltal, der auf dem Gebiet der Landkreise Donau-Ries, Eichstätt, Kelheim, Neuburg-Schrobenhausen, Neumarkt in der Oberpfalz, Regensburg, Roth und Weißenburg-Gunzenhausen liegt. Allerdings überschreitet der Naturpark im Nordwesten die Grenzen der Alb, während er in östlichen Richtungen nicht ganz bis an deren Rand heranreicht.
Die Landschaft wird in West-Ost-Richtung durch das Altmühltal zwischen Treuchtlingen und Kelheim durchschnitten, welches zu den Tälern der Urdonau zählt.
Die beiden westlichsten Sporne des Trauf im Norden der Landschaft werden Hahnenkamm (zwischen Wörnitz und Altmühl) und Weißenburger Alb (zwischen Altmühl und Schwarzach) genannt.

### Landschaftsnamen, Schutzgebiete und Naturparks
Die geläufigen Landschaftsnamen der Frankenalb bezeichnen nur zum Teil naturräumliche Teileinheiten; viele sind eher an historische und touristische Namen angelehnt.
Zu den namentlich bekannteren Landschaften der Fränkischen Alb gehören von Norden nach Südwesten (größere Schutzgebiete gegebenenfalls als Unterpunkte aufgeführt):
- Nördliche Frankenalb
  - Nördlicher Frankenjura, äußerster Norden der Nördlichen Frankenalb, Landkreise Lichtenfels, Bamberg und Kulmbach
    - FFH-Gebiet Trockenrasen, Wiesen und Wälder um Weismain (19,90 km², Landkreis Lichtenfels)
    - mehrteiliges Vogelschutzgebiet Felsen- und Hangwälder im nördlichen Frankenjura (52,67 km²)

  - Albtrauf (Westen, Landkreise Lichtenfels, Bamberg und Forchheim)
    - mehrteiliges FFH-Gebiet Albtrauf im Landkreis Lichtenfels (18,53 km²)
    - mehrteiliges FFH-Gebiet Albtrauf von Dörnwasserlos bis Zeegendorf (30,63 km², Landkreis Bamberg)
    - mehrteiliges FFH-Gebiet Albtrauf von der Friesener Warte zur Langen Meile (18,86 km², Landkreise Bamberg und Forchheim)
    - zweiteiliges FFH-Gebiet Ehrenbürg und Katzenköpfe (9,06 km², Landkreis Forchheim)
    - mehrteiliges FFH-Gebiet Streuobst, Kopfeichen und Quellen am Hetzleser Berg (14,38 km², Landkreis Forchheim)

  - Fränkische Schweiz, zentraler Hauptteil der Nördlichen Frankenalb, Landkreise Bamberg, Bayreuth und Forchheim
    - mehrteiliges FFH-Gebiet Wiesenttal mit Seitentälern (69,34 km²)
    - mehrteiliges Vogelschutzgebiet Felsen- und Hangwälder in der Fränkischen Schweiz (69,30 km², Landkreise Forchheim, Bayreuth und Bamberg)
    - Vogelschutzgebiet Regnitz- und Unteres Wiesenttal (16,34 km², Landkreis Forchheim)

  - Dolomitkuppenalb, südlich der Fränkischen Schweiz; Landkreise Forchheim, Nürnberger Land und Bayreuth
    - dreiteiliges FFH-Gebiet Dolomitkuppenalb (21,95 km², Landkreis Nürnberger Land)

  - Ostrand
    - FFH-Gebiet US-Truppenübungsplatz Grafenwöhr (192,79 km², jedoch nur zu geringen Teilen des Nordwestens in der Frankenalb; Landkreis Neustadt)
    - FFH-Gebiet Wellucker Wald nördlich Königstein (8,99 km², Landkreise Amberg-Sulzbach und Nürnberger Land)
- Übergangsgebiet zwischen Nördlicher und Mittlerer Frankenalb
  - Hersbrucker Alb (Hersbrucker Schweiz), Westen des Übergangsbereiches zwischen Nördlicher und Mittlerer Frankenalb – Begriff wird nur im Landkreis Nürnberger Land verwendet
    - mehrteiliges FFH-Gebiet Traufhänge der Hersbrucker Alb (14,72 km²)
    - mehrteiliges FFH-Gebiet Bachtäler der Hersbrucker Alb (6,98 km²)

  - Oberpfälzer Jura, Osten der Nördlichen und Mittleren Frankenalb im Landkreis Amberg-Sulzbach
    - FFH-Gebiet Wälder im Oberpfälzer Jura (8,04 km²)
- Mittlere Frankenalb
  - FFH- und Vogelschutzgebiet Truppenübungsplatz Hohenfels (149,02 km², Landkreis Neumarkt)
  - FFH-Gebiet Flanken des Naabdurchbruchtals zwischen Kallmünz und Mariaort (14,41 km², Landkreis Regensburg)
  - mehrteiliges FFH-Gebiet Schwarze Laaber (11,59 km², Landkreis Regensburg)
- Übergangsgebiet zwischen Mittlerer und Südlicher Frankenalb
  - FFH-Gebiet Weiße, Wissinger, Breitenbrunner Laaber und Kreuzberg bei Dietfurt (23,23 km², Landkreis Neumarkt)
  - mehrteiliges FFH-Gebiet Trauf der mittleren Frankenalb im Sulztal (12,24 km², Landkreis Neumarkt – naturräumlich trotz des Namens ganz in der Südlichen Frankenalb)
- Südliche Frankenalb
  - Trauf der südlichen Frankenalb (43,24 km², Weißenburger Alb und Hahnenkamm)
  - Weißenburger Alb, Sporn am Trauf zwischen Altmühl- (W) und Schwarzachtal (O) bei Weißenburg
  - Altmühltal
    - mehrteiliges Vogelschutzgebiet Felsen und Hangwälder im Altmühltal und Wellheimer Trockental (36,11 km²)
    - Eichstätter Alb, Südliche Frankenalb am Altmühltal bei Eichstätt
    - Vogelschutzgebiet Altmühltal mit Brunst-Schwaigau und Altmühlsee (50,03 km², jedoch nur zu einem südöstlichen Bruchteil in der Frankenalb; Landkreis Weißenburg-Gunzenhausen)
    - mehrteiliges FFH-Gebiet Mittleres Altmühltal mit Wellheimer Trockental und Schambachtal (42,05 km²)

  - Hahnenkamm, Gebirgskamm am westlichen Trauf zwischen Wörnitz- (W) und Altmühltal (O); Landkreis Weißenburg-Gunzenhausen
  - Süden der Südlichen Frankenalb
    - zweiteiliges FFH-Gebiet (zum Teil NSG) Hienheimer Forst östlich und westlich Schwaben (11,89 km², Osten, Landkreis Kelheim)
    - FFH-Gebiet Donauwörther Forst mit Standortübungsplatz und Harburger Karab (24,01 km², Westen, Landkreis Donau-Ries)

Naturparks
Naturparks der Fränkischen Alb sind:
- Naturpark Fränkische Schweiz - Frankenjura, weitgehend deckungsgleich mit der Nördlichen Frankenalb
- Naturpark Hirschwald, nördlich der Mitte der Mittleren Frankenalb, Landkreis Amberg-Sulzbach
- Naturpark Altmühltal, weitgehend deckungsgleich mit der Südlichen Frankenalb

### Berge
Zu den Bergen der Fränkischen Alb und deren wichtigsten Zeugenbergen gehören – sortiert nach Höhe in Meter (m) über NHN:
In der Tabelle verwendete Abkürzungen sind unten erläutert.
| Berg                   | Höhe (m) | Landschaft                            | Haupteinheit    | Lage                                            | Land- kreis |
| ---------------------- | -------- | ------------------------------------- | --------------- | ----------------------------------------------- | ----------- |
| (Hesselberg)           | 689,4    | Zeugenberg nordwestl. der SFA         | Vorland der SFA | Ehingen/Gerolfingen                             | AN          |
| Dürrenberg             | 656,4    | Hahnenkamm                            | Südliche FA     | Heidenheim                                      | WUG         |
| Poppberg               | 652,6    | Oberpfälzer Jura                      | Mittlere FA     | Birgland                                        | AS          |
| Ossinger               | 651,1    | Oberpfälzer Jura                      | Nördliche FA    | Königstein                                      | AS          |
| Kappersberg            | 650,7    | Oberpfälzer Jura                      | Mittlere FA     | Birgland-Frechetsfeld                           | AS          |
| Kütschenrainberg       | 6470     | nordöstliche NFA                      | Nördliche FA    | Kirchenthumbach/Heinersreuther Forst            | NEW         |
| Zantberg               | 646,8    | Oberpfälzer Jura                      | Nördliche FA    | Hirschbach/Neukirchen                           | AS          |
| Limpelberg             | 640,9    | südliche MFA                          | Mittlere FA     | Parsberg-Holzheim/Velburg-Freudenricht          | NM          |
| Hohe Reut              | 6350     | Dolomitkuppenalb                      | Nördliche FA    | Betzenstein-Riegelstein                         | BT          |
| Gelber Berg            | 628,4    | Hahnenkamm                            | Südliche FA     | Dittenheim-Sammenheim                           | WUG         |
| Kleiner Kulm           | 6270     | Fränkische Schweiz                    | Nördliche FA    | Körbeldorf                                      | BT          |
| Hohenstein             | 6240     | Hersbrucker Schweiz                   | Nördliche FA    | Kirchensittenbach-Hohenstein                    | LAU         |
| Göschberg              | 620,6    | nordöstliche SFA                      | Südliche FA     | Seubersdorf/Deining                             | NM          |
| Wülzburger Berg        | 6200     | Weißenburger Alb                      | Südliche FA     | Weißenburg                                      | WUG         |
| Berg bei Reinwarzhofen | 612      | Altmühlalb                            | Südliche FA     | Thalmässing                                     | RH          |
| (Schloßberg)           | 606,7    | Zeugenberg nördl. der SFA             | Vorland der SFA | Heideck                                         | RH          |
| (Moritzberg)           | 603,5    | Zeugenberg westl. der Hersbrucker Alb | Vorland der NFA | Röthenbach-Moritzberg/Leinburg/Lauf-Weigenhofen | LAU         |
| Großer Hansgörgl       | 601      | Trauf der Hersbrucker Alb             | Mittlere FA     | Reichenschwand                                  | LAU         |
| Euerwanger Bühl        | 595,3    | Südliche FA                           | Südliche FA     | Greding                                         | RH          |
| (Dillberg)             | 5950     | Zeugenberg westl. der MFA             | Vorland der MFA | Postbauer-Heng-Dillberg                         | NM          |
| (Buchberg)             | 5910     | Zeugenberg westl. der MFA             | Vorland der MFA | Neumarkt/Berngau/Sengenthal-Buchberg            | NM          |
| Ottenberg              | 588,0    | Albtrauf der MFA                      | Mittlere FA     | Pilsach/Berg                                    | NM          |
| Neubürg                | 586,8    | Ostrand der NFA                       | Nördliche FA    | Mistelgau-Wohnsgehaig                           | BT          |
| Geisberg               | 5850     | Trauf der NFA                         | Nördliche FA    | Geisberger Forst                                | BA          |
| Kemitzenstein          | 580,6    | Nördlicher Frankenjura                | Nördliche FA    | Bad Staffelstein-Kümmersreuth                   | LIF         |
| Glatzenstein           | 5720     | Hersbrucker Schweiz                   | Nördliche FA    | Neunkirchen-Weißenbach                          | LAU         |
| Friesener Warte        | 561,7    | Trauf der NFA                         | Nördliche FA    | Hirschaid-Friesen/Buttenheim-Kälberberg         | BA          |
| Reisberg               | 553,9    | Nördlicher Frankenjura                | Nördliche FA    | Schlappenreuth                                  | BA          |
| Kleiner Hansgörgl      | 553      | Trauf der Hersbrucker Alb             | Mittlere FA     | Reichenschwand                                  | LAU         |
| Lindelberg             | 5450     | Trauf der NFA                         | Nördliche FA    | Neunkirchen-Ermreuth/Oberlindelbach             | FO          |
| Schloßberg             | 5430     | Fränkische Schweiz                    | Nördliche FA    | Pegnitz                                         | BT          |
| (Flüglinger Berg)      | 541,3    | Zeugenberg nördl. der SFA             | Vorland der SFA | Weißenburg-Weimersheim                          | WUG         |
| Staffelberg            | 5400     | Nördlicher Frankenjura                | Nördliche FA    | Bad Staffelstein                                | LIF         |
| Kordigast              | 538,1    | Nördlicher Frankenjura                | Nördliche FA    | Altenkunstadt                                   | LIF         |
| Rodenstein (Ehrenbürg) | 531,7    | Trauf/Zeugenberg der NFA              | Nördliche FA    | Wiesenthau/Leutenbach                           | FO          |
| Arzberg                | 507,1    | Eichstätter Alb am Altmühltal         | Südliche FA     | Beilngries                                      | EI          |
| Schellenberg           | 494,5    | Eichstätter Alb am Altmühltal         | Südliche FA     | Enkering                                        | EI          |

Abkürzungen in der Tabelle stehen für:
- FA = Fränkische Alb
  - MFA = Mittlere Frankenalb
  - NFA = Nördliche Frankenalb
  - SFA = Südliche Frankenalb
- Landkreise als Kfz-Kennzeichen

## Tourismus
Touristisch von besonderem Interesse ist die Nördliche Fränkische Alb, die Fränkische Schweiz, die zahlreiche Felsformationen aufweist. Touristische Bedeutung erlangte auch das Altmühltal in der Südlichen Frankenalb mit Seitentälern mit von der Urdonau ausgewaschenen Felsen als „Kletterparadies“ und mit durchgehenden Radwegen. So zählen das Altmühltal und der Nördliche Frankenjura zu den bedeutenderen Klettergebieten in Deutschland und sind unter Sportkletterern international bekannt.
Sehenswert sind zahlreiche Burgen und kleine Ortschaften. Die Wanderwege werden ehrenamtlich von Vereinen wie dem Fränkischen Albverein und dem Fränkische-Schweiz-Verein markiert und gepflegt.
Die Landkreise Amberg-Sulzbach, Neumarkt in der Oberpfalz, Regensburg (westlicher Teil) und Kelheim werden von der Tourismusmarketing Ostbayern GmbH unter dem Kunstbegriff Bayerischer Jura vermarktet.

## Geologie
Die Fränkische Alb ist die geologische Fortsetzung des Schweizer Juras und der Schwäbischen Alb nach Osten hin.
In der Zeit des gesamten Juras lag vor etwa 161 bis 150 Millionen Jahren ganz Süddeutschland im Bereich eines Flachmeeres, als wegen ständiger Absenkung der Erdkruste mächtige Gesteinsfolgen am Meeresgrund abgelagert wurden. Die Jura-Sedimente bilden noch den größten Anteil der Gesteine, im Wesentlichen Kalkstein, und sind Grundmaterial der Fränkischen Alb.
Durch Hebungen der europäischen Kontinentalplatte gegen Ende des Oberen Jura zog sich das Meer zurück und größere Flächen wurden zu Beginn der folgenden Kreidezeit zunächst Festland. Während dieser Zeit herrschte tropisches Klima und es kam zu einer intensiven Verwitterung der vorher entstandenen Kalk- und Dolomitgesteine.
In der Zeit der Oberkreide stieß erneut ein Meer in den Bereich der Fränkischen Alb vor.
Im Tertiär erfolgte durch regionale Hebung abermals ein Meeresrückgang sowie eine teilweise Freilegung der Juralandschaft.
Die Fränkische Alb ist reich an schönen Felsen, Höhlen, Dolinen, Karstquellen und Steinernen Rinnen. Sie wird von einigen tief eingeschnittenen Flüssen und Bächen und von Trockentälern durchzogen. Eine biologische Besonderheit sind die Trockenrasen-Hänge der südlichen Alb.